# 龍幸伸
龍 幸伸（たつ ゆきのぶ）は、日本の男性漫画家。埼玉県出身。2010年、『月刊少年マガジン』（講談社）にて連載を開始した『正義の禄号』でデビュー。2021年から『少年ジャンプ+』（集英社）にて『ダンダダン』を連載している。

## 来歴

### 生い立ち
子どものころから絵を描くことが得意であった龍は、絵の学校や塾へは通っていなかったものの、賞をもらうこともあった。しかし漫画家になろうと考えてはいなかった。漫画は読んでいたが、「絵は落書きみたいに描いていただけ」であった。ほかに野球をして過ごしていた。小学生のころから上山徹郎の『LAMPO-THE HYPERSONIC BOY-』を読み、同作の模写を行っていた。龍にとって同作は大好きな作品であり、影響を受けている作品である。憧れの作家として、上山を挙げている。このころ、オカルトについてそこまで好きなわけではなかった。
中学生になると、三浦建太郎の『ベルセルク』や皆川亮二の『ARMS』や『スプリガン』、大友克洋の『AKIRA』など、爽快感があるアクションものやバトルものを好むようになり、登場人物を自らに重ねて読んでいた。それらの「絵がうまくて、絵で表現している」作家を好んでいる。

### デビューまで
就職氷河期で就職できず、コンビニでアルバイトを始める。21歳のころ、アルバイト先の店長から、絵が上手だから漫画家になったらどうかと勧められたことがきっかけとなり、漫画を描き始める。ガンダムを好む龍は、ガンダムを題材とした漫画をボールペンで100ページ執筆して『ガンダムエース』（KADOKAWA）に持ちこんだところ、ボロクソに言われたものの、絵が上手であったことからアシスタントに勧誘される。曽野由大のアシスタントとなり、その現場では、朝の10時から翌朝5時くらいまで漫画を描き、コピー機の横で眠るといった状況で働く。それでも漫画の勉強をしたことがなかった龍にとって、絵が上手な人がたくさんいた現場であり、つけペンの使用方法からベタ入れの方法まで、「一からすべてを教わること」ができたという。

### デビュー
約3年間、アシスタントと並行して漫画の持ち込みを行った後、『月刊少年マガジン』（講談社）の月マガ新人漫画賞グランドチャレンジで佳作を受賞。2010年9月、25歳の時に同誌でひきこもりの少年によるサイバーアクション作品『正義の禄号』の連載を開始し、デビューを果たす。2011年4月に同作の連載が打ち切りとなり終了した後、2013年2月より同誌にて高校野球を題材とした『FIRE BALL!』の連載を開始したが、同作も2014年に終了。当時の担当編集者と反りが合わなくなった龍は、他誌への持ち込みを考えた。

### 「ジャンプ」系列へ
2015年1月、月刊誌での掲載を考えていた龍は「ジャンプ」系列がいいと思い、『ジャンプSQ.』（集英社）に電話をかけ、漫画の持ち込みで編集者の林士平と出会う。同誌で読み切りを掲載し、林が同誌から「少年ジャンプ+」（同）に異動となった後も『週刊少年ジャンプ』で連載を目指していたが、連載には至らなかった。賀来ゆうじと藤本タツキの下でアシスタントを経験。林によると、真面目で考えすぎる性格の龍は、「自分が面白いと思うものを楽しんで描く」というふたりのアシスタントを経験することによって、「刺激を受けて、才能が磨かれた印象」があるという。アシスタントと並行して龍は連載企画を提出するが、会議に通ることはなかった。

### 漫画を描けない時期
『ジャンプSQ.』での連載企画が通らず、2019年夏に提出した「キョンシーもの」の連載企画もボツになった。林によると「龍の持っているものを全部出し切って」制作したという「キョンシーもの」でも連載が通らなかったことで、龍は漫画を描くことができなくなってしまった。そこで林は龍に「1ページでもいいから、何でも好きなように描いてみてほしい」と声をかけ、龍が自身のネタ帳を確認したところ、「映画『貞子vs伽椰子』が面白い」という記述を発見。ホラーというジャンルは得意ではない龍であったが、同作が「良い意味で馬鹿っぽくてすごく楽しめた」ことを思い出し、漫画に活かせるかもしれないと考える。同作劇中の「化け物には化け物をぶつけるんだよ」という台詞が決め手となり、『ダンダダン』の「自分を呪ってきた『ターボババア』の力を使ってオカルトと対峙する」という設定が誕生した。

### 『ダンダダン』の連載
『ダンダダン』の企画を構想していたころ、藤本の『チェンソーマン』と賀来の『地獄楽』の話が終盤を迎えていたため「最後までしっかりお手伝いしてから連載を始めたかった」ということもあり、連載会議用の『ダンダダン』は時間をかけて制作。『ジャンプSQ.』と『週刊少年ジャンプ』で連載に至らなかったことを踏まえ、林が「少年ジャンプ+」に連載ネームを提出し、編集部が龍について「才能をしっかり評価して、試してみよう」と判断したことにより、2020年春の連載会議で同作の連載が決定となった。
2021年4月、「少年ジャンプ+」でオカルトを題材としたバトルを描いた『ダンダダン』の連載を始める。連載当初は打ち切りにならないように必死であったが、龍は「いつかアニメになったらいい」と考えていた。同作は連載開始からSNSにて話題を集め、第1話から「3話続けて公開から1週間以内に100万PVを突破」するという同サイト初の記録を達成し、看板作品の1つとなった。同作は「次にくるマンガ大賞 2021」でwebマンガ部門2位、「書店員が選んだおすすめコミック2022」で1位、「マンガ大賞2022」では7位を獲得している。同作は2024年にテレビアニメ化が決定した。

## 年表
- 2010年（平成22年） - 『正義の禄号』の連載を開始し（ - 2011年）、漫画家デビュー[4][7][9]。
- 2013年（平成25年） - 『FIRE BALL!』の連載を開始（ - 2014年）[11]。
- 2015年（平成27年） - 『恋愛栽培法』を『ジャンプSQ.CROWN』に掲載[21]。
- 2021年（令和3年） - 『ダンダダン』の連載開始[4]。

## 作風
オカルトをモチーフとした『ダンダダン』では、「怪異が高い画力で迫力満点で描かれて」おり、「肩の力が抜けた雰囲気」と合わせてメリハリが効いているとライターの小林優介は評している。また、産経新聞の漫画書評「漫画漫遊」でも、「描き込みが緻密でコマの使い方は絶妙。〔中略〕バトルシーンもキレ味抜群。何より、読者の想定の上をいく毎回の『引き』には驚かされる」と評価されている。ライターの成馬零一は、「龍の見せ方は少し引いた目でストーリーを転がしていくスタイル」であり、精密に背景描写を描くことにより「架空の怪物の実在感を浮き彫り」にしているという。イラストレーターの山中虎鉄は台詞に言霊が宿っているようだと例えている。『ムー』（ワン・パブリッシング）では同作について、「UFO、タタリ、念力、都市伝説」など、オカルト要素が全部盛り込まれていると評しており、禅僧・心理臨床家の吉村昇洋によるとオカルト好きにはたまらないという。

### 漫画制作
過去に「『ピクサー展』でイメージボードの作り方を知って、真似してみたら自分には合っている」と考えていることから、連載企画を立てる際には、龍がイメージを掴みやすく、担当編集者にもイメージを伝えやすいこともあり、作品によってはカットを描いて行われている。しかし『ダンダダン』ではプロットもイメージボードなく、勢いでいきなりネームから描かれている。林との打ち合わせでは、フランクな会話でキャッチボールを行い、アイデアを話し合っている。設定を考えることが好きな龍は、設定が浮かぶとそれをすべて描きたくなるが、読みやすさを考慮して作品内では設定について描かないようにしている。
表現について、編集長から指摘を受けることもあるが、「そこに気を使って作品が中途半端な感じになるのは嫌」だと考え、自身のリアリティを大切にしながら「このキャラクターならこういうことをしゃべるだろう」、「こいつはこういう行動はしないだろう」といったように台詞や展開を生み出している。
「気持ちよさを感じてもらいたい場面」の前は「意識的に小さなコマを入れ」、「ギュッと凝縮した感じに」することもある。スマートフォンなどに掲載媒体が変化しても、「見開きが大事」であると考えている龍は、見開きへの持っていき方や演出を考えながら制作している。見開きは特に「力強さと繊細さで線の強弱が必要になるのでGペンはなくてはならない場面」であると考えており、漫画制作において欠かせない相棒としてゼブラのGペンを挙げている。
「ホラーとギャグって隣り合わせだ」と考えているため、『ダンダダン』では伊藤潤二の『富江』のような「ホラーの中にある笑いの要素を前面に押し出していこう」という思いで制作されている。
『ダンダダン』はアシスタント5人体制で制作している。

## 評価
藤本タツキによると龍は2022年時点で「いま、少年漫画でトップクラスの画力」であり、賀来ゆうじも「僕の知りうる限り、総合的な画力が最も高い人」と評価している。フリーライターの青木圭介によると「細かいタッチで微妙な遠近感まで再現し、迫力満点の情景を描き出す」ような画力である。担当編集者の林によると龍は楽しんで絵を描いているため、上手さが「常軌を逸して」おり、「作家さんの間でも話題になる」という。『FEEL YOUNG』（祥伝社）の編集者の神成明音は「怖いけど読みたい」と思わせるような絵、「マンガワン」（小学館）の編集者の千代田修平は『ダンダダン』では「めちゃくちゃメジャーで丁寧」な漫画の描き方をしていると話している。

## 人物
不安になりやすい性格であると龍は自覚しており、描いたものについて読者からの反応が知りたくなるため、エゴサーチを多く行っている。
好きなものとして、『ウルトラマン』などのデザインを手がけた成田亨の画集を挙げている。成田のデザインの「生々しさ」に惹かれており、成田のデザインの中で一番のお気に入りはバルタン星人である。『ダンダダン』に登場するセルポ星人は、特に成田の影響を受けているという。
何度読んでも感動する漫画、好きな漫画に三浦建太郎の『ベルセルク』を挙げており、「こんなに何度も読んでしまうマンガはほかにない」と話している。龍は同作について「世界観をあそこまで作りこんでいる作品って、ほかにない」、「あんなすごい作品はほかにない」と述べており、可能な限り画面の表現で手抜きをしないよう努力して制作しているのは、同作の影響もあるという。

## 作品リスト

### 漫画作品
- 凡例
  - 〈種〉連載か読切かで2種に大別。
  - 〈収録〉未：単行本未収録。

|  | 連載作品 |  | 読切作品 |

|   | 作品名       | 種   | 発行         | 掲載                                                                                  | 収録 | 注記                                           |
| - | ------------ | ---- | ------------ | ------------------------------------------------------------------------------------- | ---- | ---------------------------------------------- |
| 1 | 正義の禄号   | 連載 | 講談社集英社 | 月刊少年マガジン 2010年10月号 - 2011年5月号少年ジャンプ+ 2024年5月2日 - 2024年6月20日 | —    | デビュー作であり、連載デビュー作。             |
| 2 | FIRE BALL!   | 連載 | 講談社       | 月刊少年マガジン 2013年3月号 - 2014年9月号                                            | —    | 高校野球の球児を描いた作品。                   |
| 3 | 恋愛栽培法   | 読切 | 集英社       | ジャンプSQ.CROWN 2015 SUMMER                                                          | 未   | 増刊の創刊号の新人読み切り漫画として掲載。     |
| 4 | 神様のいる街 | 読切 | 集英社       | ジャンプSQ.CROWN 2015 AUTUMN                                                          | 未   | 「ハートフルアクションラブストーリー」な作品。 |
| 5 | 山田キキ一発 | 読切 | 集英社       | 少年ジャンプ+ 2019年4月27日                                                           | 未   | 「ジャンプ＋GW読切祭」作品。                   |
| 6 | ダンダダン   | 連載 | 集英社       | 少年ジャンプ+ 2021年4月6日 - 連載中                                                   | —    | オカルトアクションラブコメディ。               |

### 書籍
書誌情報の詳細などについてはリンク先の各記事を参照。
- 凡例
  - 〈レーベル〉KC：講談社コミックス / JC：ジャンプコミックス

|   | 書名       | 出版社 | レーベル | 発行年          | 判型 | 巻数 | 注記               |
| - | ---------- | ------ | -------- | --------------- | ---- | ---- | ------------------ |
| 1 | 正義の禄号 | 講談社 | KC       | 2011年          | 新書 | 2    | [ 44 ] [ 45 ]      |
| 2 | FIRE BALL! | 講談社 | KC       | 2013年 - 2014年 | 新書 | 5    |                    |
| 3 | ダンダダン | 集英社 | JC       | 2021年 -        | 新書 | 20   |                    |
| 4 | 正義の禄号 | 集英社 | JC       | 2024年          | 新書 | 2    | 集英社からも刊行。 |

### その他
- ふきぞめ（講談社特設サイト、2015年1月1日公開[49]）
- SQ.MANGA Trailer 第3回 龍幸伸×オデッセイ（『ジャンプSQ.』公式サイト[50]） - 映画『オデッセイ』の予告漫画[50]
- SQ.MANGA Trailer 第16回 龍幸伸×SING（『ジャンプSQ.』公式サイト[51]） - 映画『SING/シング』の予告漫画[51]
- 少年ジャンプ+漫画賞 創設記念日替わりメッセージ（少年ジャンプ+とマンガ賞Webサイト公開[52]、2022年2月22日[52]）
- THE ART OF COROLLA CROSS（「COROLLA CROSS 100 ways」のサイト[53]、2021年11月3日公開[53]） - 描きおろしイラスト寄稿[53]

## 関連人物

### 漫画家
賀来ゆうじ
龍は『地獄楽』の連載のころ、賀来のアシスタントを経験したことがあり、現場ではメインアシスタントを務めていた。藤本タツキの下では、アシスタントの同僚でもあった。
藤本タツキ
龍は藤本が読み切りを発表していたころから、アシスタントを経験。別の職場で働いていた龍は、「初連載の新人がいる」という林の紹介により『ファイアパンチ』の連載が開始される前から藤本の職場に入った。『チェンソーマン』でもアシスタントを担当し、メインアシスタントを務めていた。

### 担当編集者
林士平
『ダンダダン』の担当編集。